# Abdullah Balideh

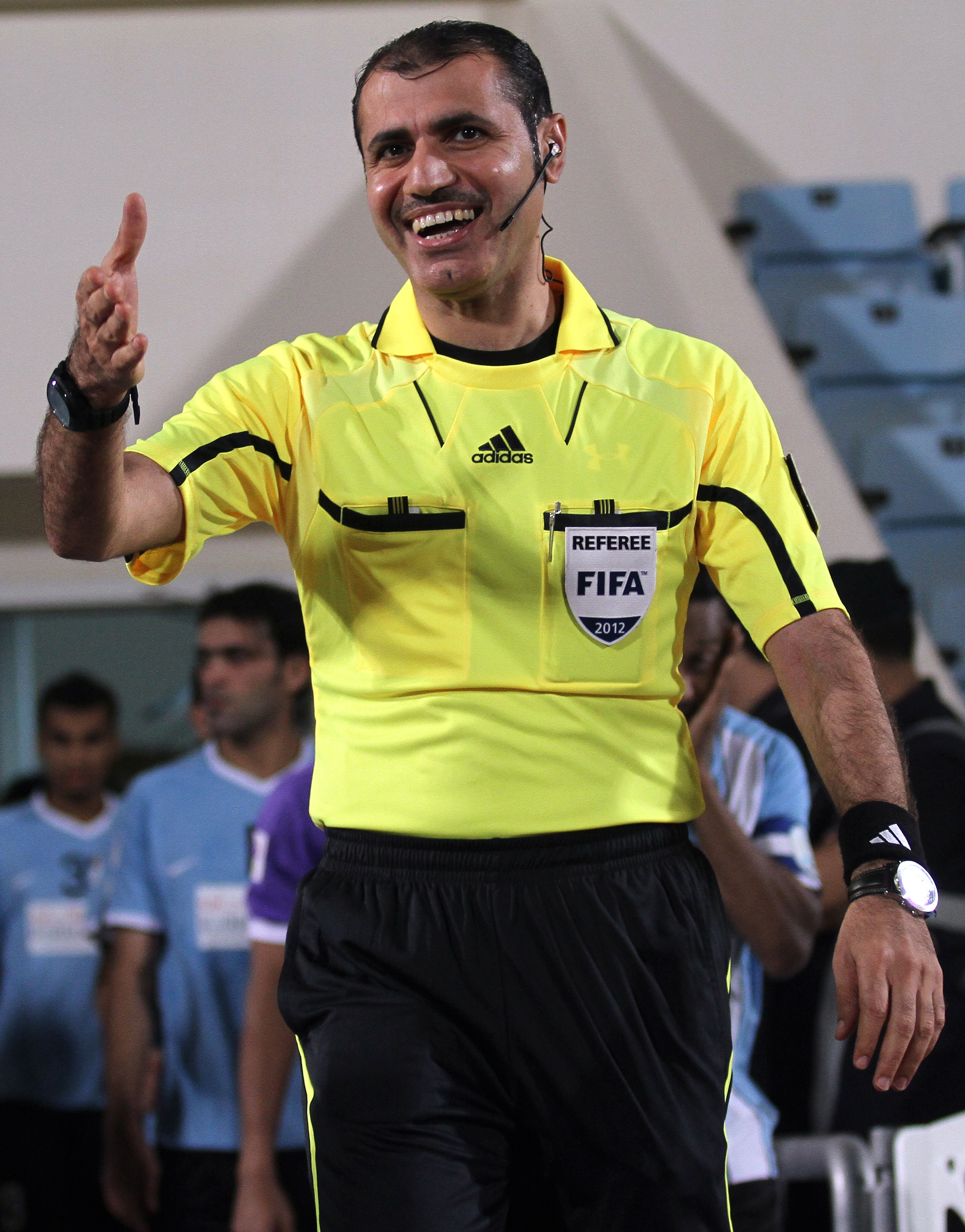
Abdullah Balideh (2012)

Abdullah Dor Mohammad Balideh (* 4. Februar 1970) ist ein ehemaliger katarischer Fußballschiedsrichter.
Balideh leitete Spiele in der Qatar Stars League. Ab 2005 bis etwa 2014 stand Balideh auf der Liste der FIFA-Schiedsrichter und leitete internationale Fußballspiele, unter anderem in der AFC Champions League, bei den Asienspielen und beim Golfpokal. Bei der Asienmeisterschaft 2011 in Katar wurde Balideh als Stand-by-Schiedsrichter nominiert.
Beim Fußballturnier der Asienspiele 2014 in Südkorea leitete Balideh zwei Gruppenspiele sowie das Finale um Gold zwischen Südkorea und Nordkorea (0:0, 1:0 n. V.).